# Axe nord-sud de Stockholm
L'axe nord-sud de Stockholm (en suédois : Stockholms nord-sydaxel) est une autoroute urbaine  à Stockholm en Suède.

## Galerie

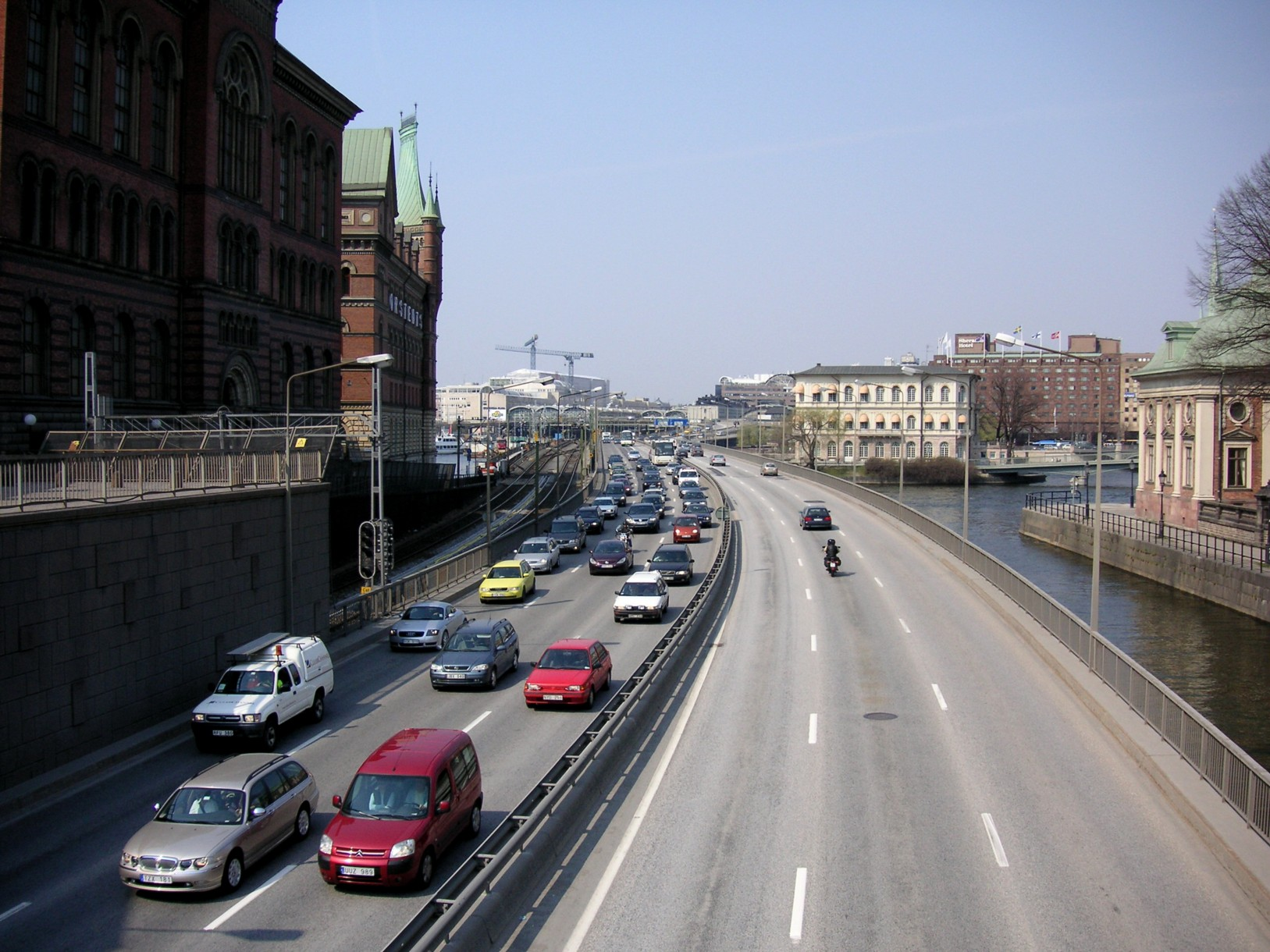
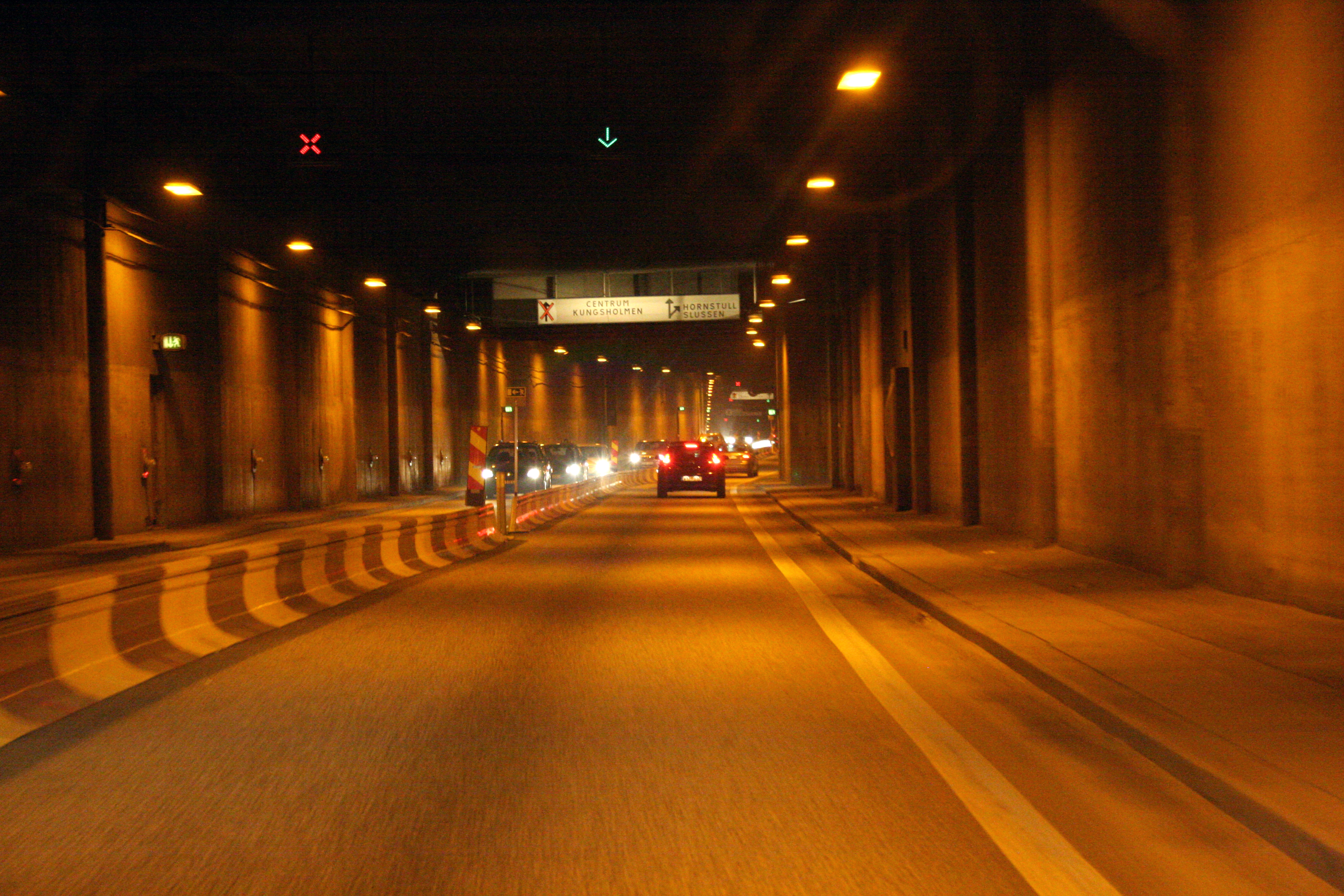
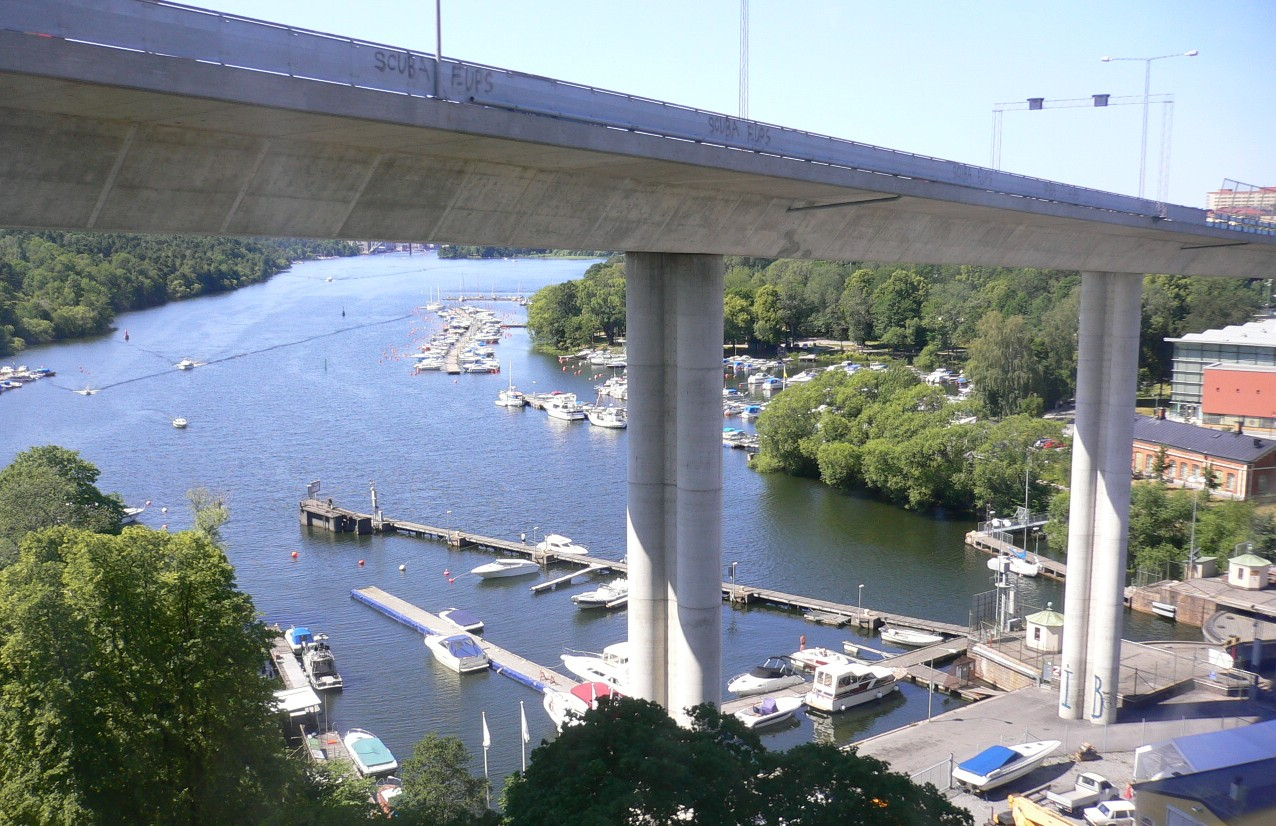

## Présentation
L'axe nord-sud de Stockholm est le nom donné à la voie de circulation nord-sud traversant le centre de Stockholm.
En 2025, l'axe nord-sud relie le Norra länken via Centralbron à Södra länken.
La désignation interne de ce tronçon de route par l'administration suédoise des transports est  E4.25, mais elle n'est pas signalée par des panneaux. 
À la sortie du centre-ville de Stockholm, l'axe est signalé par  E4 et 73 indiquées dans un cadre en pointillés.

## Tronçon Norra länken - Tegelbacken
La construction du tronçon entre Norra länken et Tegelbacken, dite Klarastrandsleden, qui constitue la partie la plus au nord de l'axe nord-sud, a commencé à la fin des années 1950. 
La partie entre Kungsbron et Karlberg a été construite comme une route temporaire à deux voies et a servi de délestage pour Vasagatan.
La voie Klarastrandsleden dans sa forme actuelle a été créée dans les années 1960 dans le cadre de la construction du pont Centralbron. La Klarastrandsleden constitue aujourd’hui le maillon le plus faible de l’axe nord-sud de Stockholm. La route passe sur des remblais à Klara sjö. En raison de la proximité de la gare, la route est étroite avec une seule voie dans chaque direction. Il y avait des plans pour un remblai supplémentaire pour une deuxième future route, mais les politiciens de la ville ne voulaient pas perturber davantage l'eau de Klarastrand et les plans ont été abandonnés.
L'élargissement de Klarastrandsleden a été discuté dans les années 1970 et 1980 lorsque le tunnel de Karlberg était en cours de préparation. Le tunnel a deux tubes, mais seul le tube ouest a été utilisé, tandis que celui de l'est est utilisé comme zone de stockage et de transit pour le services des rues de Stockholm. 
Il existe des alternatives à Klarastrandsleden mais les propositions ont été avancées par la municipalité en 2004 et rien n’a été fait.
Pendant de nombreuses années, Klarastrandsleden était reliée à Norra Stationsgatan. 
Lorsque la première partie du Norra länken a été ouverte en 1991, une nouvelle connexion a été créée.

## Tronçon Centralbron - Södra länken
Le tronçon Centralbron - Södra länken est auusi appelé Söderleden.
Selon le plan Lindhagen de 1866, Götgatan devait être élargie, pas autant que Sveavägen, mais un doublement de 12 mètres à 24 mètres était proposé. Götgatan était considérée comme la voie de circulation qui « vient toujours de Skanstull, constitue l'entrée principale de Stockholm ».
Cependant, l'élargissement de Götgatan s'est avéré difficile à mettre en œuvre, en particulier dans la zone étroite et vallonnée le long de Götgatsbacken. Une alternative avec un tunnel de 381 mètres de long reliant Stadsgården à Södra Bantorget (aujourd'hui Medborgarplatsen) a été proposée dans les années 1880, mais n'a jamais été mise en œuvre. Pour éviter des démolitions coûteuses le long de Götgatan, une proposition a été envisagée en 1902 pour agrandir Repslagargatan en une voie de circulation d'une largeur de 24 mètres. Cette proposition n’a pas non plus été mise en œuvre.
Au lieu d'élargir Repslagargatan, la décision a été prise de construire Södergatan, dont la construction a commencé en 1937 et a été remplacée en 1984 par le Söderledstunneln.
L'extension sud de Södergatan devait à l'origine se relier à Götgatan au niveau de Blekingegatan (juste au sud du lycée d'Åsö). Là, Götgatan, avec une largeur de 33 mètres, pouvait assurer le trafic de plus en plus dense vers le sud. C'est dans ce contexte que se situe Skanstullsbron, à savoir comme une extension de Götgatan, et qui détermine ainsi également l'orientation de Nynäsvägen à travers Johanneshov.
Le plan de circulation de 1960 proposait que la rue Södergatan passe dans un tunnel jusqu'à Ringvägen et soit reliée par des rampes au Skanstullsbron. 
La proposition n’a pas été appréciée par l’Administration nationale des routes.
Dans les années 1970 il a été convenu que la meilleure solution serait de construire un nouveau pont, le Johanneshovsbron, parallèle au Skanstullsbron, qui transporterait le trafic du Söderledstunneln jusqu'à Nynäsvägen à Gullmarsplan. Le pont Johanneshovsbron a été ouvert à la circulation le 9 octobre 1984 et la liaison à Södra länken a été inaugurée le 24 octobre 2004. Ainsi, la dernière pièce du puzzle de l'axe nord-sud de Stockholm était en place.